# Arach
Arach – postać biblijna Starego Testamentu wspomniana w 1 Kronik 7,39. Izraelita, syn Ulli z pokolenia Asera. Z Pisma Świętego dowiadujemy się, że był on dzielnym „wojownikiem i mocarzem” oraz przełożonym naczelników. Inny sposób oddania imienia to Aree (Biblia Jakuba Wujka).